# Hufenstuhl
Hufenstuhl ist ein Ortsteil von Overath im Rheinisch-Bergischen Kreis in Nordrhein-Westfalen, Deutschland.

## Geografische Lage
Der Ort liegt auf dem Höhenzug zwischen den Bachtälern der Leneffe und der Agger im nördlichen Teil von Overath an der Grenze zu Lindlar.

## Geschichte
In einer der ältesten Urkunden des Bergischen Landes wird dieser Ort im Jahr 958 als Humuerstule erwähnt. Bezeichnet wird hier der Wohnsitz des in dieser Urkunde erwähnten Humfried, wobei angenommen wird, dass der Name des Ortes auf den Gerichtsstuhl der Brüder Walfried und Humfried hindeutet, die diesen Ort als Eigengut in der Urkunde von 958 an den St. Severinsstift übertragen haben.
Diese Urkunde wird aber von einigen Forschern als eine Fälschung eingeschätzt, eine gesicherte Erwähnung erfolgte daher erst im 13. Jahrhundert. Der Ortsname könnte auf ein Stuhlgericht hinweisen, kann aber genau so gut in der Bedeutung Allod, Gut, Sitz verstanden werden. Das Bestimmungswort geht auf den Personennamen Hunfried, Humfried zurück.
Die Topographia Ducatus Montani des Erich Philipp Ploennies, Blatt Amt Steinbach, belegt, dass der Wohnplatz bereits 1715 zwei Hofstellen besaß, die als Hüberstuhl beschriftet sind. Der Hof ist dort als Freihof eingezeichnet. Carl Friedrich von Wiebeking benennt die Hofschaft auf seiner Charte des Herzogthums Berg 1789 als Hovestol. Aus ihr geht hervor, dass der Ort zu dieser Zeit Teil der Honschaft Balken im Kirchspiel Overath war.
Der Ort ist auf der Topographischen Aufnahme der Rheinlande von 1817 als Hüvenstuhl verzeichnet. Die Preußische Uraufnahme von 1845 zeigt den Wohnplatz ebenfalls unter dem Namen Hüvenstuhl. Ab der Preußischen Neuaufnahme von 1892 ist der Ort auf Messtischblättern regelmäßig als Hufenstuhl verzeichnet.
Der Ort lag an der Heidenstraße, einer bedeutenden mittelalterlichen Altfernstraße von Köln über Kassel nach Leipzig. Die heutige Landesstraße 84 folgt der Trasse des alten Höhenwegs Richtung Hohkeppel, im Wald bei dem Ort haben sich noch Hohlwege dieser Altstraße im Gelände erhalten.
1822 lebten 35 Menschen im als Hof kategorisierten und Hüfenstuhl bezeichneter Ort, der nach dem Zusammenbruch der napoleonischen Administration und deren Ablösung zur Bürgermeisterei Overath im Kreis Mülheim am Rhein gehörte. Für das Jahr 1830 werden für den als Pachtgut bezeichneten Ort 41 Einwohner angegeben. Der 1845 laut der Uebersicht des Regierungs-Bezirks Cöln als Weiler kategorisierte Ort wurde unter dem Namen Huvenstuhl aufgeführt und besaß zu dieser Zeit vier Wohngebäude mit 31 Einwohnern, alle katholischen Bekenntnisses. Die Gemeinde- und Gutbezirksstatistik der Rheinprovinz führt Hufenstuhl 1871 mit sechs Wohnhäusern und 48 Einwohnern auf. Im Gemeindelexikon für die Provinz Rheinland von 1888 werden für Hufenstuhl sechs Wohnhäuser mit 39 Einwohnern angegeben. 1895 besitzt der Ort sieben Wohnhäuser mit 51 Einwohnern und gehörte konfessionell zum katholischen Kirchspiel Hohkeppel, 1905 werden acht Wohnhäuser und 51 Einwohner angegeben.